# Perl (Mosel)
Perl település Németországban, azon belül Saar-vidék tartományban. Lakosainak száma 8905 fő (2023. december 31.). Perl Manderen-Ritzing községgel határos.

## Népesség
A település népességének változása:
| Lakosok száma | 6145 | 6100 | 6540 | 6812 | 7558 | 7465 | 8110 | 8536 | 8872 | 8905 |
|               | 1939 | 1961 | 1974 | 2004 | 2008 | 2010 | 2014 | 2017 | 2021 | 2023 |